# Ягодное (Покровский район)
Ягодное (укр. Ягідне) — село, Александровский сельский совет, Покровский район, Днепропетровская область, Украина.
Население по данным 1990 года составляло 10 человек.
Село ликвидировано в 1993 году .

## Географическое положение
Село находилось на правом берегу реки Волчья, выше по течению на расстоянии в 2,5 км расположено село Коломийцы, ниже по течению на расстоянии в 2 км расположен пгт Покровское, на противоположном берегу — село Червоный Лиман.